# Murcia copperminensis
Murcia copperminensis är en kvalsterart som beskrevs av Hammer 1952. Murcia copperminensis ingår i släktet Murcia och familjen Ceratozetidae. Inga underarter finns listade i Catalogue of Life.